# روکاویونه
روکاویونه (به ایتالیایی: Roccavione) یک کومونه در ایتالیا است که در استان کونیو واقع شده‌است.

## خصوصیات
روکاویونه ۱۹٫۶ کیلومترمربع مساحت و ۲٬۸۸۵ نفر جمعیت دارد.